# Nahum Mitchell

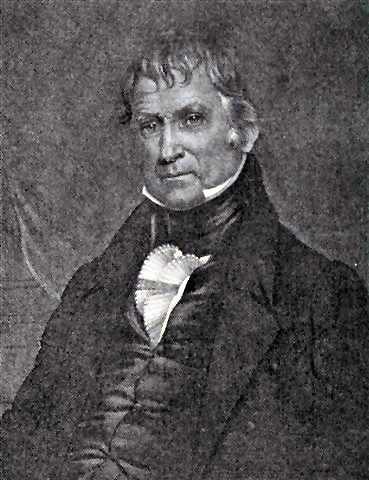
Nahum Mitchell

Nahum Mitchell (* 12. Februar 1769 in East Bridgewater, Plymouth County, Province of Massachusetts Bay; † 1. August 1853 in Plymouth, Massachusetts) war ein US-amerikanischer Politiker. Zwischen 1803 und 1805 vertrat er den Bundesstaat Massachusetts im US-Repräsentantenhaus.

## Werdegang
Nahum Mitchell besuchte die öffentlichen Schulen seiner Heimat und studierte danach bis 1789 an der Harvard University. Nach einem anschließenden Jurastudium und seiner Zulassung als Rechtsanwalt begann er in East Bridgewater in diesem Beruf zu arbeiten. Politisch wurde er Mitglied der Ende der 1790er Jahre von Alexander Hamilton gegründeten Föderalistischen Partei. Zwischen 1798 und 1802 saß er als Abgeordneter im Repräsentantenhaus von Massachusetts.
Bei den Kongresswahlen des Jahres 1802 wurde Mitchell im siebten Wahlbezirk von Massachusetts in das US-Repräsentantenhaus in Washington, D.C. gewählt, wo er am 4. März 1803 die Nachfolge von Phanuel Bishop antrat, der in den neunten Distrikt wechselte. Da er im Jahr 1804 auf eine erneute Kandidatur verzichtete, konnte er bis zum 3. März 1805 nur eine Legislaturperiode im Kongress absolvieren. Während dieser Zeit wurde im Jahr 1803 durch den von Präsident Thomas Jefferson getätigten Louisiana Purchase das Staatsgebiet der Vereinigten Staaten beträchtlich erweitert. Im Jahr 1804 wurde der zwölfte Verfassungszusatz ratifiziert.
In den Jahren 1809 und 1812 war Mitchell erneut Abgeordneter im Repräsentantenhaus von Massachusetts. Zwischen 1811 und 1821 war er als Berufungsrichter tätig. Außerdem gehörte er in den Jahren 1813 und 1814 dem Staatssenat an. Von 1814 bis 1820 zählte er auch zum Beraterstab des Gouverneurs. Danach war Mitchell zwischen 1822 und 1827 Finanzminister (Treasurer) seines Staates. Von 1839 bis 1845 fungierte er als Finanzvorstand der Massachusetts Historical Society. Nahum Mitchell starb am 1. August 1853 in Plymouth.